# Station Černošice-Mokropsy
Station Černošice-Mokropsy is een spoorwegstation in de wijk Dolní Mokropsy van het Tsjechische stadje Černošice, zo'n vijf kilometer ten zuiden van Praag. Het station ligt aan spoorlijn 171 die van Praag naar Beroun loopt. Het station wordt beheerd door de nationale spoorwegonderneming České dráhy in samenwerking met de Staatsorganisatie voor spoorweginfrastructuur (SŽDC).
Praha hlavní nádraží ↔ Praha-Smíchov ↔ Praha-Velká Chuchle ↔ Praha-Radotín ↔ Černošice ↔ Černošice-Mokropsy ↔ Všenory ↔ Dobřichovice ↔ Řevnice ↔ Zadní Třebaň ↔ Karlštejn ↔ Srbsko ↔ Beroun